# Sergentomyia fallax
Sergentomyia fallax är en tvåvingeart som först beskrevs av Aimé Georges Parrot 1921.  Sergentomyia fallax ingår i släktet Sergentomyia och familjen fjärilsmyggor. Inga underarter finns listade i Catalogue of Life.